# Okupa en Perú

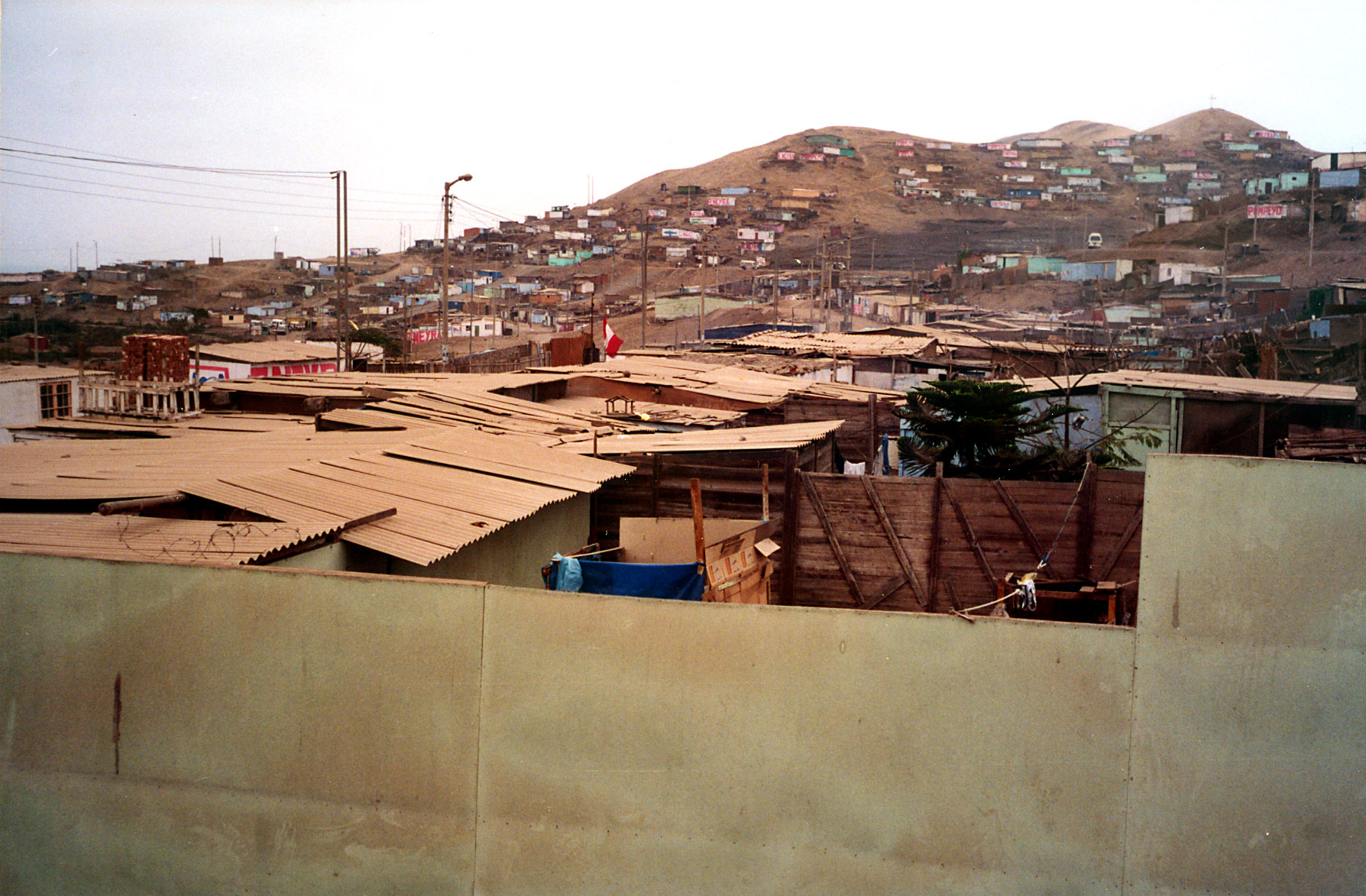
Un «pueblo jóven» en 1997

El movimiento okupa reivindica la ocupación de edificaciones o terrenos en desuso o en abandono sin autorización del propietario. La okupación en el Perú se inició a partir de la década de 1940, cuando las invasiones de tierras crearon barrios marginales que primero se llamaron barriadas y después pueblos jóvenes. Primero fueron reprimidos, luego el gobierno optó por la tolerancia y para 1998 se estimaba que 2,5 millones de habitantes vivían de esta manera en la capital Lima. También hay viviendas de barrios bajos en el centro conocidas como «solares» o «tugurios», y se ha construido un «muro de la vergüenza» para separar las zonas ricas y pobres de la ciudad. Durante la pandemia de COVID-19 se reportó un aumento en la ocupación de sitios Patrimonio de la Humanidad de la UNESCO como Caral y las Líneas de Nazca.

## Historia
La okupación en Perú sigue la trayectoria de otras ciudades latinoamericanas, en la que factores como la migración interna a las zonas urbanas, la falta de viviendas asequibles y una gobernanza ineficaz han dado lugar a grandes asentamientos informales. La ley peruana establece que los ocupantes ilegales de terrenos públicos y privados no pueden ser desalojados si han permanecido allí por más de 24 horas. En su lugar, pueden solicitar un título legal en los tribunales y, si la tierra no se ha desarrollado durante la década anterior, pueden esperar ganar el caso.
A partir de la década de 1940, grupos de familias realizaron invasiones de tierras para adquirir viviendas y, a menudo, fueron desalojados por la fuerza, hasta que la política del gobierno cambió gradualmente a la tolerancia. Muchas haciendas (grandes fincas) fueron ocupadas ilegalmente en la década de 1950 por campesinos mestizos y la mayoría de las ocupaciones fueron toleradas. Estos asentamientos en su mayoría ocupados conocidos como «barriadas» constituía el 4 por ciento de las viviendas nuevas en 1940 y casi el 70 por ciento en 1985. El rápido crecimiento de la capital Lima se muestra en las estimaciones de la población de ocupantes ilegales de 5000 en 1942, 130 000 en 1958, 338 000 en 1962 y 500 000 en 1966. Para la década de 2000, los barrios marginales eran conocidos como «pueblos jóvenes» y albergaban aproximadamente al 35 por ciento de la población de Lima. La mayoría de pueblos jóvenes sin embargo, son asistidos por las autoridades de la ciudad que intentan proporcionar infraestructura; otros surgen espontáneamente como okupaciones y en menor proporción se construyen en terrenos comprados por cooperativas. Para 1998, casi 2,5 millones de limeños vivían en pueblos jóvenes, de una población total de más de 6,8 millones. El término «tugurio» se refiere al fenómeno separado de los barrios marginales urbanos, aunque los residentes prefieren el término oficial «solares». Alrededor del 25 por ciento de la población de Lima vive en estos bloques de viviendas en ruinas.
A partir de la década de 1980, se construyó un muro en Lima para separar asentamientos ricos como La Molina y Santiago de Surco de pueblos jóvenes como San Juan de Miraflores y Villa María del Triunfo. Llegó a ser conocido como el «muro de la vergüenza» y para 2019 tenía 10 kilómetros (6,2 mi) de largo. El muro significa que las personas que trabajan en servicios en áreas prósperas deben viajar varias horas para ir al trabajo. El asentamiento informal Villa El Salvador fue ocupado ilegalmente en 1971 y rápidamente creció hasta tener una población de 25 000 habitantes. Para 2008, su población era de 350 000 habitantes y muchos ocupantes ilegales tenían títulos de propiedad de sus tierras, aunque toda expansión del sitio sigue siendo ilegal. El Frente Unitario de los Pueblos del Perú (FUPP) representa a los habitantes de los asentamientos informales y tiene su sede en Villa El Salvador.

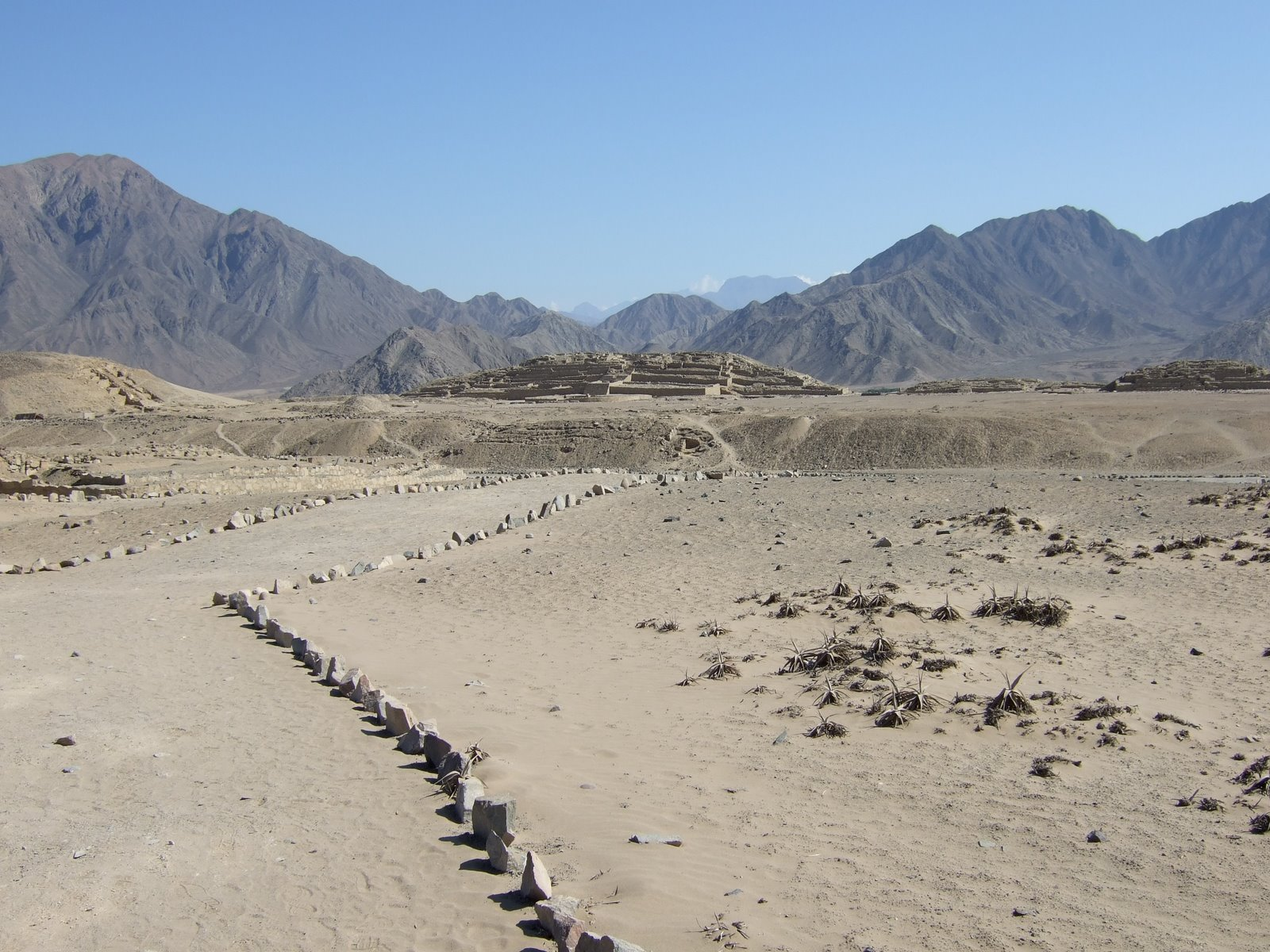
La antigua ciudad de Caral, fotografiada en 2008.

Como parte de la época del terrorismo en Perú, Sendero Luminoso utilizó la okupación como táctica para ganar apoyo. El 28 de julio de 1990, coincidiendo con el Día de la Independencia del Perú, Sendero Luminoso lideró una ocupación en Ate-Vitarte, un distrito de Lima. Entonces, el sitio recibió el nombre de Raucana en honor a Félix Raucana, una de las dos personas que murieron en enfrentamientos con la policía. Un desalojo planeado en 1991 fue cancelado después de que Sendero Luminoso bombardeara una fábrica que pertenecía al propietario.
Durante la pandemia de COVID-19, se anunció un cierre nacional. Los okupas aprovecharon la menor presencia de seguridad para traspasar una investigación arqueológica en Caral, una antigua ciudad desarrollada entre 3000 y 1800 a. C., que fue declarada Patrimonio de la Humanidad por la UNESCO en 2009. Los okupas plantaron árboles y frijoles, y después de que se les pidió que se fueran, enviaron amenazas de muerte a la arqueóloga Ruth Shady. Los okupas también invadieron otro sitio patrimonial, las Líneas de Nazca. Funcionarios del Ministerio de Cultura alegaron que las chozas construidas por okupas habían destruido un antiguo cementerio.
Según la Asociación de Empresas Inmobiliarias del Perú, para 2025 Perú es el segundo país con un mayor porcentaje de viviendas habilitadas procedentes del tráfico de terrenos. En simultáneo, la práctica de los okupas de peruanos se había extendido a barrios de España como Carabanchel (Madrid).

## Lectura adicional
- McElroy, Stephen A. (2000). «Examining in situ accretion: The acceleration of housing consolidation in Villa El Salvador». Revista Geográfica (127): 147-181. ISSN 0031-0581.

- Datos: Q105822564